# Alamo (Georgia)
Alamo város az USA Georgia államában. Lakosainak száma 771 fő (2020. április 1.).

## Népesség
A település népességének változása:

| 2010 | 2 797 |
| 2020 | 771   |